# Derix Glasstudio
Die Derix Glasstudios GmbH & Co. KG ist ein deutsches Unternehmen im Bereich Glaskunst mit Sitz in Taunusstein (Hessen). Es ist seit 1866 im Bereich der Glasgestaltung tätig und umfasst die Ausführung traditioneller und zeitgenössischer Glaskunst im Innen- und Außenbereich für sakrale und profane Auftraggeber sowie die Erhaltung solcher Werke. Mittlerweile gehört Derix zu einer der international führenden Glasveredler in Bezug auf Glaskunst für Architekturanwendungen.

## Geschichte

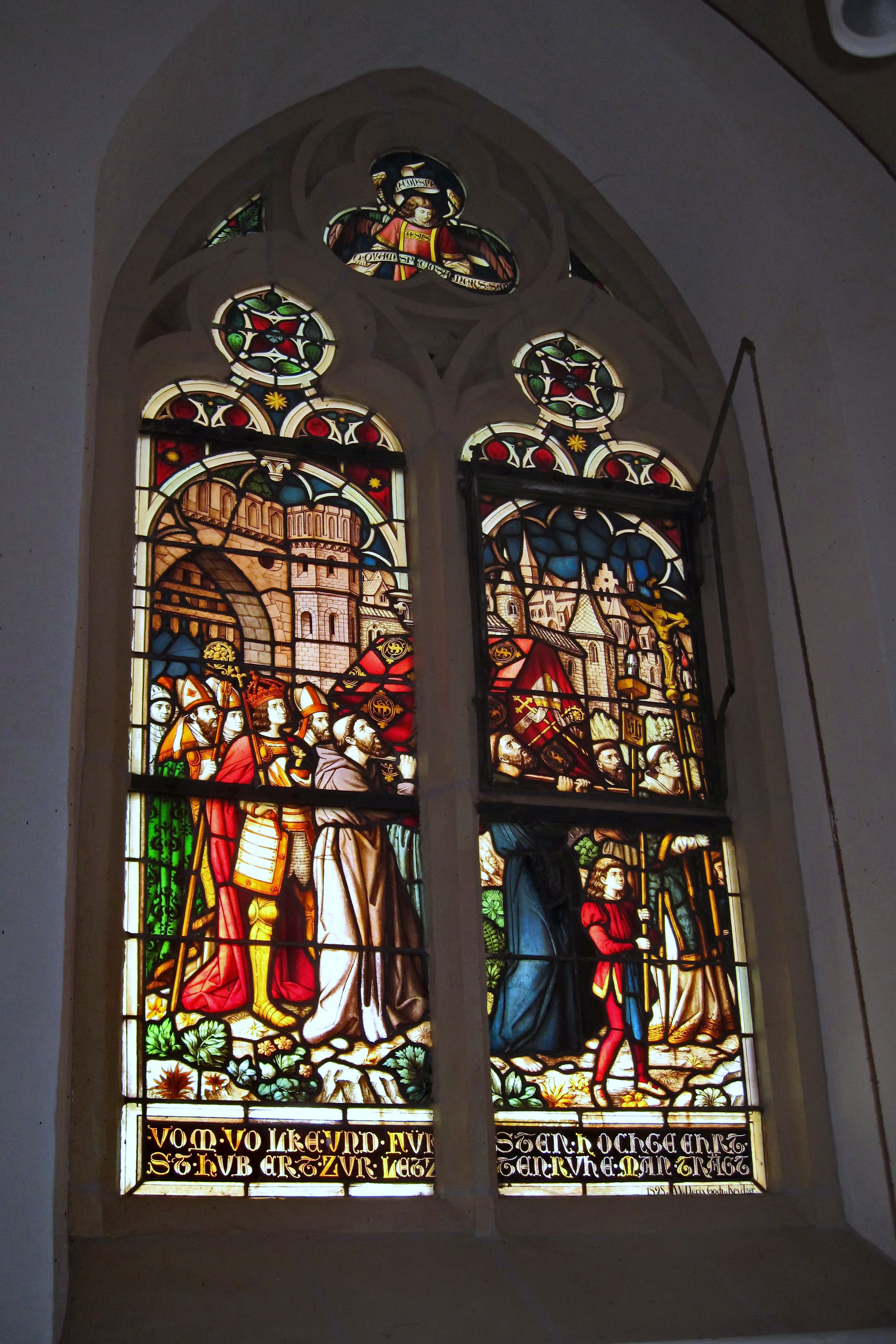
Fenster von Wilhelm Derix aus dem Jahr 1898 in der Kapelle St. Hubertus Keylaer in Kevelaer.

Im Jahr 1866 wurden die Glasmalerei-Werkstätten Derix in Goch von Wilhelm Derix I. (* 1837; † 1919) gegründet. 30 Jahre später wurde dann die erste Filiale in Kevelaer errichtet. Sein Sohn Wilhelm Derix II. (* 1872) übernahm die Werkstatt seines Vaters in Goch im Jahr 1903. Sein Bruder Heinrich I. (* 1869) übernahm zudem die Werkstatt in Kevelaer. 1908 lieferte Derix dem Vatikan das Fenster mit dem Titel „Christus überträgt Petrus das oberste Hirtenamt“ und stellte zwei weitere Fenster für die Sixtinische Kapelle in Rom her. 1910 wurde anlässlich einer Audienz bei Papst Pius X. der Silvesterorden sowie der Titel „Päpstliche Hofglasmalerei W. Derix“ an den Firmengründer Wilhelm Derix und seine Söhne verliehen.
Ein Jahr später wurde die erste US-Repräsentanz bei CLINTON GLASS in Chicago gegründet. 1941 trat Wilhelm Derix III. (* 1904) in die Firma ein und ging fast zwanzig Jahre später nach der Trennung der Werkstätten nach Düsseldorf.
1945 eröffnete Derix eine Restaurierungswerkstatt in der Dombauhütte des Kölner Doms. Wilhelm Derix III. übernahm 1946 die Kunstglaserei und Glasmalerei von Ludwig Wilhelm in Rottweil und übertrug diese dann seinem Bruder Ludwig Derix (* 1912). Dessen Sohn, Wilhelm Derix IV. (* 1946), trat ebenfalls in das Unternehmen ein. 1974 wurde eine weitere Filiale in Taunusstein bei Frankfurt gegründet. Ursula Derix, die Schwester von Wilhelm Derix IV. trat 1983 in das Unternehmen ein. Eine weitere ausländische Repräsentanz wurde zwei Jahre später von Andrew Moore in London (England) eröffnet. Es folgte eine Filiale in Blönsdorf (Brandenburg) 1989 und zwei Jahre später der Galerienbau und das 125-jährige Betriebsjubiläum im Jahr 1991.
1996 trat auch die Tochter von Wilhelm Derix IV., Barbara Derix, in das Unternehmen ein. Drei Jahre später wurde in Oakland (Kalifornien) ein Verkaufsbüro gegründet.
2008 feierte Derix 100 Jahre Päpstliche Hofglasmalerei. Im Jahr 2011 wurde Rainer Schmitt zum Mitgeschäftsführer des Unternehmens. Dieser wurde vier Jahre später zum neuen geschäftsführenden Gesellschafter. 2016 feierte Derix 150-jähriges Betriebsjubiläum.

## Konzernstruktur
Derix Glasstudios ist eine Gesellschaft mit beschränkter Haftung & Compagnie Kommanditgesellschaft mit zentralem Standort in Taunusstein. Das international aufgestellte Unternehmen hat mitunter ausländische Repräsentanz in Chicago, London und Oakland.
Das Unternehmen unterteilt sich in drei Unternehmenszweige, welche den Namen Derix tragen und sich auf das Gründungsdatum von 1866 beziehen:
- Hein Derix KG Kevelaer – Werkstätten für Glasmalerei, Mosaik und Restaurierungen
- Werkstätten für Glasmalerei Derix Mosaik und Restaurierungen KG, Düsseldorf-Kaiserswerth (wurden 2024 geschlossen)
- Derix Glasstudios GmbH & Co. KG Taunusstein

In Kevelaer am Niederrhein besteht seit 1866 die Hein Derix Kommanditgesellschaft, der Peter Derix und Werner Heymann vorstehen. Weiterhin fand man seit 1941 in Düsseldorf-Kaiserswerth an der Alten Landstraße die Werkstätten, die von Elisabeth Derix von 1962 bis 2024 in vierter Generation geleitet wurden. Schließlich eröffnete Wilhelm Derix IV. 1946 in Rottweil eine Glasmalerei, die 1974 nach Taunusstein umzog.
Das Team von Derix Glasstudios umfasst 70 Mitarbeiter. Es werden regelmäßig Nachwuchskräfte ausgebildet und freischaffenden Künstlern wird die Möglichkeit gegeben, von der langjährigen Erfahrung des Traditionshauses zu profitieren.
Die Werkstatt in Taunusstein ist unter anderem mit zwei Ätzkabinen, zwei Spritzkabinen Airbrush, einer Sandstrahlkabine für freie Sandstrahlung, einer Sandstrahlkabine für flächige Sandstrahlung und Verläufe, sowie acht Brennöfen (darunter dem vermutlich weltweit größten Brennofen) ausgestattet.

## Werke
Zu den bekanntesten Werken von Derix Glasstudios gehören die zentrale U-Bahn-Station Formosa Boulevard in Kaohsiung (Taiwan), das Südfenster des Kölner Doms, der Glasturm „Search“ in Omaha (USA), ein Glaswandbild im Max-Planck-Gymnasium in Karlsruhe, das Atrium HVB in Oisterwijk (Niederlande), die Innenfassade der Europäischen Zentralbank in Frankfurt, der Glasturm „Ascent“ in Lincoln (USA) sowie das Rockefeller Center in New York.
Die Glaskuppel der U-Bahn-Station Formosa Boulevard wurde von dem italienischen Künstler Narzissus Quagliata als Bleiverglasung, bestehend aus 1152 Einzelfeldern, gefertigt. Sie hat einen Durchmesser von rund 30 m und stellt die Geschichte des Universums dar. Zugleich soll der „Dome of Light“ der erschütternden Geburtsstunde der Taiwanischen Demokratie und generell der Menschlichkeit gedenken. Die U-Bahn-Station aus Glas ist die größte Arbeit aus Glas weltweit. Der Künstler arbeitete viereinhalb Jahre an der Fertigstellung seines Werkes. Die vier Eingänge der Station wurden von dem japanischen Architekten Shin Takamatsu entworfen.
Das Südfenster des Kölner Doms wurde von Gerhard Richter (Richter-Fenster) geschaffen. Auf der Fensterfläche von 106 Quadratmetern wurden rund 11.263 Farbquadrate in 72 verschiedenen Farben angeordnet. Das Fenster spaltet jedoch die Meinung. Neben viel Begeisterung erlebte das Fenster auch sehr viel Kritik. Die kunsthandwerkliche Ausführung des Fensters erfolgte durch die Derix Glasstudios.
Der Glasturm „Search“ in Omaha, errichtet von dem Künstler Jun Kaneko, steht im Zentrum eines großen Verkehrskreisels vor dem Fred & Pamela Buffet Cancer Center. Das Werk wurde durch anonyme Spenden finanziert. Die Stahl- und Glaskonstruktion hat eine Höhe von 23 Metern und einen Durchmesser von ca. 2 Metern. Der Glasturm ist von innen beleuchtet und soll einen klaren Bezug zu der Krebsklinik haben. Dem Künstler ging es darum, ein positives Kunstwerk mit universeller Wirkung für all die Menschen zu schaffen, die in der Klinik arbeiten und natürlich auch die Patienten sowie deren Familien, die zur Behandlung in die Klinik kommen. Omaha ist zugleich der Wohnort des Künstlers. Der Turm wurde im Mai 2017 fertiggestellt.
Bei dem leuchtenden Glaswandbild „Saat“ im Max-Planck-Gymnasium von der Künstlerin Margit Abele handelt es sich um 150 × 400 × 30 cm großen Bild, das engagierten Lehrern und mutigen Schülern gewidmet ist. Inspiration für das Werk gab der Begründer der Quantenphysik, der auch Namensträger des Gymnasiums ist, Max Planck. Auf der Glaswand sind mehrere kreisende Protoplasma auf einem schwarzen Hintergrund dargestellt, die in ihrer Form und ihrem Aussehen an Planeten erinnern.
Im Atrium in Oisterwijk (Niederlande) bildet die 2,70 Meter große Glasscheibe das Herzstück. Entworfen wurde die Scheibe von der Künstlerin Ellen Brouwer. Sie hängt an Stahlseilen im Atrium und über ihr schweben 80 verschieden farbige Glaskugeln.
Bei der neuen Europäischen Zentralbank (EZB) in Frankfurt wurde die Innenfassade von dem Künstler Frank Stepper in Zusammenarbeit mit Derix Glasstudios gefertigt.
In Lincoln, Nebraska (USA) steht der Glasturm „Ascent“. Dieser 16 m hohe Turm hat einen Durchmesser von 2,3 m und besteht aus 80 mundgeblasenen Scheiben aus Glas von Lamberts. Entworfen wurde der Turm von dem Künstler Jun Kaneko, Derix kümmerte sich derweil um die Statik, den Stahl, die Lichtplanung sowie die Glaskunst des Turmes. Auch dieser Turm ist von innen beleuchte. Die Montage erfolgte im Frühjahr 2017 innerhalb von nur 10 Tagen.
Schließlich findet man in New York (USA) im bekannten Rockefeller Center eine plastische kristalline geode Wand unter dem Namen „Radiance“ von dem Künstler Michael Hammers. Dieses Werk gestaltete er im Jahr 2005 mit Unterstützung von Derix Glasstudios.

## Ausstellungen (Auswahl)
- 2024: FARBMOMENTE - Internationale Glaskunst in St. Ulrich, 14. Juni bis 3. Oktober 2024 St. Ulrich in Regensburg[33]